# Aida Álvarez
Pour les articles homonymes, voir Álvarez.
Aída M. Álvarez, née en 1950 à Aguadilla (Porto Rico), est une journaliste, banquière et femme politique américaine. Elle est la première Latino-Américaine à occuper un poste au sein du cabinet des États-Unis, en tant qu'administratrice de la Small Business Administration entre 1997 et 2001, sous la présidence de Bill Clinton.

## Biographie

### Origines et études
Elle naît dans une famille modeste, mais qui l'encourage dans la réalisation de ses projets. Après des études primaires à Porto Rico, elle déménage avec sa famille à New York, dans l’espoir d'améliorer leur situation économique. Scolarisée dans un lycée de la ville, elle participe au programme ASPIRA, fondé par Antonia Pantoja et qui vient en aide aux enfants défavorisés, en particulier les filles, afin de leur faire acquérir les connaissances nécessaires afin de poursuivre leurs études à l'université.
Admise au Radcliffe College, établissement de l'université Harvard, elle y obtient en 1971 un bachelor of Arts cum laude.

### Carrière professionnelle
Elle commence à travailler comme journaliste au New York Post et remporte un « Front Page Award ». Elle devient ensuite journaliste et présentatrice sur la chaîne Metromedia Television (Channel Five), toujours à New York. En 1982, elle remporte un prix d'excellence de l'Associated Press et est nommée pour un Emmy Award pour ses reportages sur la guérilla au Salvador.
Par la suite, Aida Álvarez se reconvertit dans le secteur bancaire, devenant banquière d'affaires à la First Boston Corporation et à Bear Stearns. Également fonctionnaire, elle passe deux ans à travailler au sein de la Société de santé et des hôpitaux de New York (NYC Health and Hospitals Corp). Elle est aussi membre de la commission de révision de la charte de la ville de New York et du comité des nominations du maire de New York. En juin 1993, elle est nommée directrice du Bureau de surveillance des entreprises de logement pour le gouvernement fédéral. Elle crée par ailleurs un programme de surveillance en matière de sécurité et de solidité financières pour Fannie Mae et Freddie Mac.

### Small Business Administration

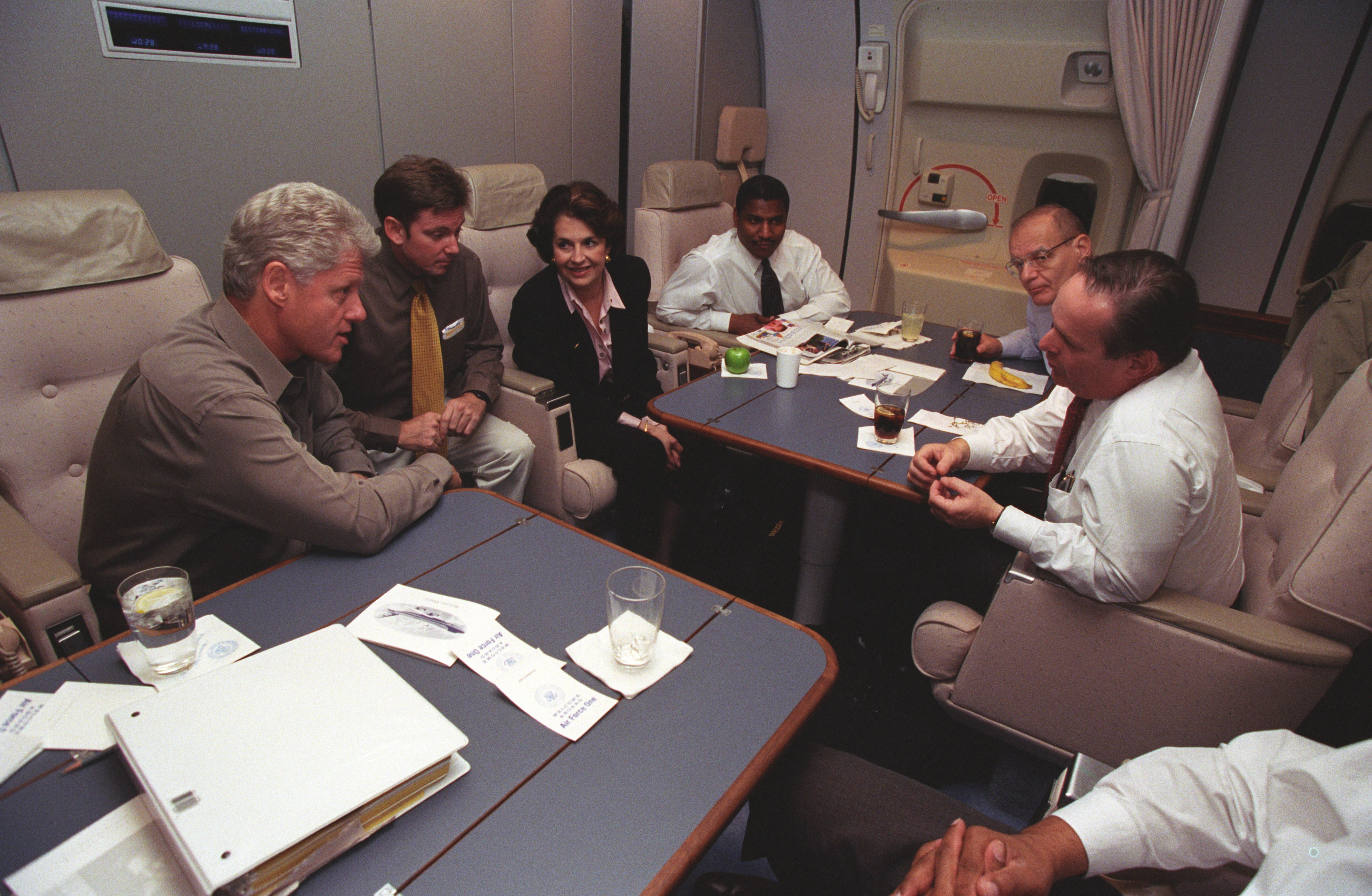
Aida Álvarez et plusieurs conseillers présidentiels avec Bill Clinton, à bord d'Air Force One (1999).

En 1997, elle est nommée par le président Bill Clinton administratrice de la Small Business Administration, devenant ainsi la première femme hispanique et portoricaine à occuper un poste au sein du cabinet des États-Unis. À cette fonction, elle est chargée des programmes de développement financier et commercial destinés aux petites entreprises américaines, avec un budget de onze milliards de dollars par an.
En 2000, elle est élue au conseil de surveillance de l'université Harvard, ayant pour mission de visiter les divers établissements, départements et musées de l'université, s'assurant du respect de la charte de l'école. Elle siège également au National Trust for Historic Preservation, au Coalition for Supportive Housing et est membre du conseil d'administration de la Latino Community Foundation.
Lors de la campagne présidentielle de 2004, elle est nommée porte-parole du candidat démocrate John Kerry, qui perd cependant face au républicain George W. Bush. À partir de janvier 2008, elle siège au conseil d'administration de Wal-Mart et depuis 2014 à celui du Cisneros Center for New Americans.

## Vie privée
Elle est mariée à Raymond Baxter, vice-président directeur de Kaiser Permanente (en). Ils ont deux filles.